# 集団投資スキーム
集団投資スキーム(しゅうだんとうしスキーム)とは、複数の出資者から金銭や有価証券等を集め、投資又は事業を行い、それらの収益を分配する仕組みのことをいう。一般的にファンド、または、投資ファンドとも言われる。金融商品取引法においても、その定義が定められており、このスキームにおいて、事業を行う場合は、金融商品取引業の登録が義務付けられている。集団投資スキームの持ち分は、有価証券とみなされ、金融商品取引法等の規制の対象となる。